# Thomas Røll
Thomas Christopher Røll Larsen, kurz Thomas Røll (* 12. März 1977 in Aarhus, Dänemark), ist ein ehemaliger dänischer Fußballspieler.

## Verein
Thomas Røll kam zwar in Aarhus zur Welt, wuchs aber unweit der deutschen Grenze auf. Seine ersten Vereine waren Bylderup Bov und Tondern SF. 1996 begann er seine Karriere bei Silkeborg IF. Mit den Jüten wurde er 1998 Vize-Meister in der SAS-Liga und gewann 2001 den dänischen Pokal. Im Sommer desselben Jahres wechselte er zum FC Kopenhagen. Beim dänischen Hauptstadtverein wurde Røll schnell zum Stammspieler. Mit dem FCK wurde er 2003, 2004 und 2006 dänischer Meister. 2004 wurde gar das Double (Meisterschaft und Pokal) geholt. Im Januar 2006 wurde er an seinen Stammklub Silkeborg IF ausgeliehen. Im Sommer 2006 verließ er den FC Kopenhagen und wechselte zum FC Midtjylland. Dort kam er allerdings nur zu wenigen Einsätzen und wurde so in der Winterpause der Saison 2007/08 an Viborg FF ausgeliehen. Der Leihvertrag lief bis zum Ende des Jahres. Ende des Jahres 2008 wechselte Røll endgültig nach Viborg. Im Sommer desselben Jahres beendete er allerdings seine Karriere.

## Nationalmannschaft
Nach guten Leistungen in Kopenhagen berief Morten Olsen, der Nationaltrainer von Dänemark, Røll in die Dänische Nationalmannschaft. Sein Debüt gab er am 12. Oktober 2002, beim 2:0-Sieg der Dänen gegen Luxemburg, als er in der 75. Minute für Martin Jørgensen eingewechselt wurde. Er spielte nur in acht Länderspielen für Dänemark und erzielte ein Tor. Sein letztes Länderspiel machte er am 31. März 2004 in Gijón gegen Spanien.

## Erfolge
- Dänischer Meister: 2003, 2004 und 2006 (sowie Vize 1998)
- Dänischer Pokalsieger: 2001 und 2004